# Mário José dos Reis Emiliano
Mário José dos Reis Emiliano (Belo Horizonte, 23 mei 1957 – aldaar, 15 juni 2020) was een Braziliaans voetballer en voetbaltrainer, die beter bekend was onder zijn spelersnaam Marinho.

## Biografie
Hij begon zijn carrière bij Atlético Mineiro, waarmee hij in 1976 het Campeonato Mineiro won. In 1978 won hij met Atlético het Copa dos Campeões da Copa Brasil een competitie tussen drie landskampioenen uit de jaren zeventig. In 1976 zat hij al in de Olympische selectie voor Brazilië en bereikte met zijn land de halve finale op de Spelen in Montreal. Ze verloren van Polen en daarna ook de strijd om het brons van de Sovjet-Unie. Na drie jaar bij América-SP maakte hij de overstap naar Bangu AC. Deze was de zesde club van Rio de Janeiro maar beleefde rond deze tijd een heropleving. In 1984 won hij met de club de Presidents Cup in Zuid-Korea en in 1985 stootte hij met zijn team door tot in de finale om de Braziliaanse landstitel tegen Coritiba. Na 1-1 en verlengingen werden er strafschoppen genomen. Marinho en vier ploegmaats trapten alles binnen, maar dat deden die van Coritiba ook waardoor er aan een nieuwe reeks begonnen werd. Ado miste terwijl Gomes wel raak trof voor Coritiba en zo de club genoegen moest nemen met een vicetitel. In 1987 maakte hij de overstap naar Botafogo en keerde in 1989 terug naar Bangu. Hij speelde hierna nog voor meerdere clubs en sloot zijn carrière ook af bij Bangu.
In 1986 speelde hij kort voor het nationale elftal in een vriendschappelijke wedstrijd tegen Finland, waartegen hij ook scoorde. Hij was de laatste Banguspeler ooit die opgeroepen werd voor het nationale elftal.
Na zijn spelerscarrière werd hij trainer. In 1988 verdronk zijn zoontje van nog geen twee jaar thuis in het zwembad terwijl hij een interview aan het geven was voor de televisie.
Marinho overleed, 63 jaar oud, in juni 2020.